# Okręgowa Spółdzielnia Mleczarska w Siedlcach
Okręgowa Spółdzielnia Mleczarska w Siedlcach – spółdzielnia mleczarska zlokalizowana w Siedlcach.

## Historia
W 1931 założono w Siedlcach Mleczarnię Spółdzielczą przy ul. Piłsudskiego. W 1942 rozpoczęła się budowa nowego zakładu przy ul. Kazimierzowskiej 7, czyli w obecnej lokalizacji. Po wojnie, w 1951, dzięki wsparciu UNICEF otwarto pionierską w polskich warunkach proszkownię mleka pełnego (UNICEF podarował m.in. wyposażenie). Mleko w proszku z Siedlec, zwane niebieskim, miało znak jakości Q i było eksportowane. W 1958 zbudowano odbieralnię mleka i aparatownię. 
W latach 60. XX wieku uruchomiono nowe pakowaczki i linie technologiczne, m.in.: pakowaczkę do mleka w proszku, masła, linię rozlewczą mleka oraz pakowaczkę do serków smakowych. Otwarto też magazyn mleka w proszku. W 1978 ruszyła produkcja serków homogenizowanych, co było nowością w skali kraju. W 1980 zmodernizowano masłownię, a rok później proszkownię mleka. W 1984 uruchomiono sterowaną elektronicznie automatyczną linię odbioru mleka wraz z centralną stacją mycia butelek. W 1987 uruchomiono ciągłą linię do produkcji kazeiny eksportowanej m.in. do Niemiec, Włoch, Francji, Kanady, USA i Japonii. Była to pierwsza w Polsce linia produkcji kazeiny spożywczej metodą podpuszczkową. W latach 1987–1989 wybudowano hurtownię spożywczo–nabiałową. 
W 1993 otwarto twarożkarnię (rozbudowana potem w latach 2013–2014), w 1994 rozpoczęto produkcję serków termizowanych, a w 1995 uruchomiono linię do produkcji jogurtów i innych napojów fermentowanych. W 2017 rejon skupu surowca obejmował piętnaście gmin w czterech powiatach zachodniego Podlasia (skupiono z tego terenu niemal 48 milionów litrów mleka).

## Nagrody i certyfikaty
Przedsiębiorstwo posiada m.in. następujące nagrody i certyfikaty:
- tytuł „Polski Producent Żywności” dla różnych produktów (2007, 2008, 2009, 2010, 2011, 2012, 2013),
- certyfikat Standardu Sieciowego IFS,
- certyfikat „Doceń Polskie TOP PRODUKT”,
- twaróg tradycyjny tłusty oraz mleko pełne w proszku uzyskał certyfikat Jakość Tradycja (2017)[3].